# Maureen Mmadu
Maureen Nkeiruka Mmadu, född 7 maj 1975 i Onitsha, är en nigeriansk före detta fotbollsspelare (anfallare). Hon spelade senast för klubben Avaldsnes IL i Norge. Hon representerade även det nigerianska landslaget mellan 1993 och 2011. Mmadu gjorde totalt sett 101 landskamper.

## Klubbar
- Pelican Stars (moderklubb)
- Klepp IL
- QBIK
- Linköpings FC
- Amazon Grimstad FK
- Kolbotn IL
- Avaldsnes IL